# Автошлях N12 (ПАР)
N12 — південно-африканський автомобільний шлях, що пролягає від міста Джордж до міста Вітбанк. Автошлях утримується Південноафриканською агенцією національних доріг (англ. South African National Roads Agency).

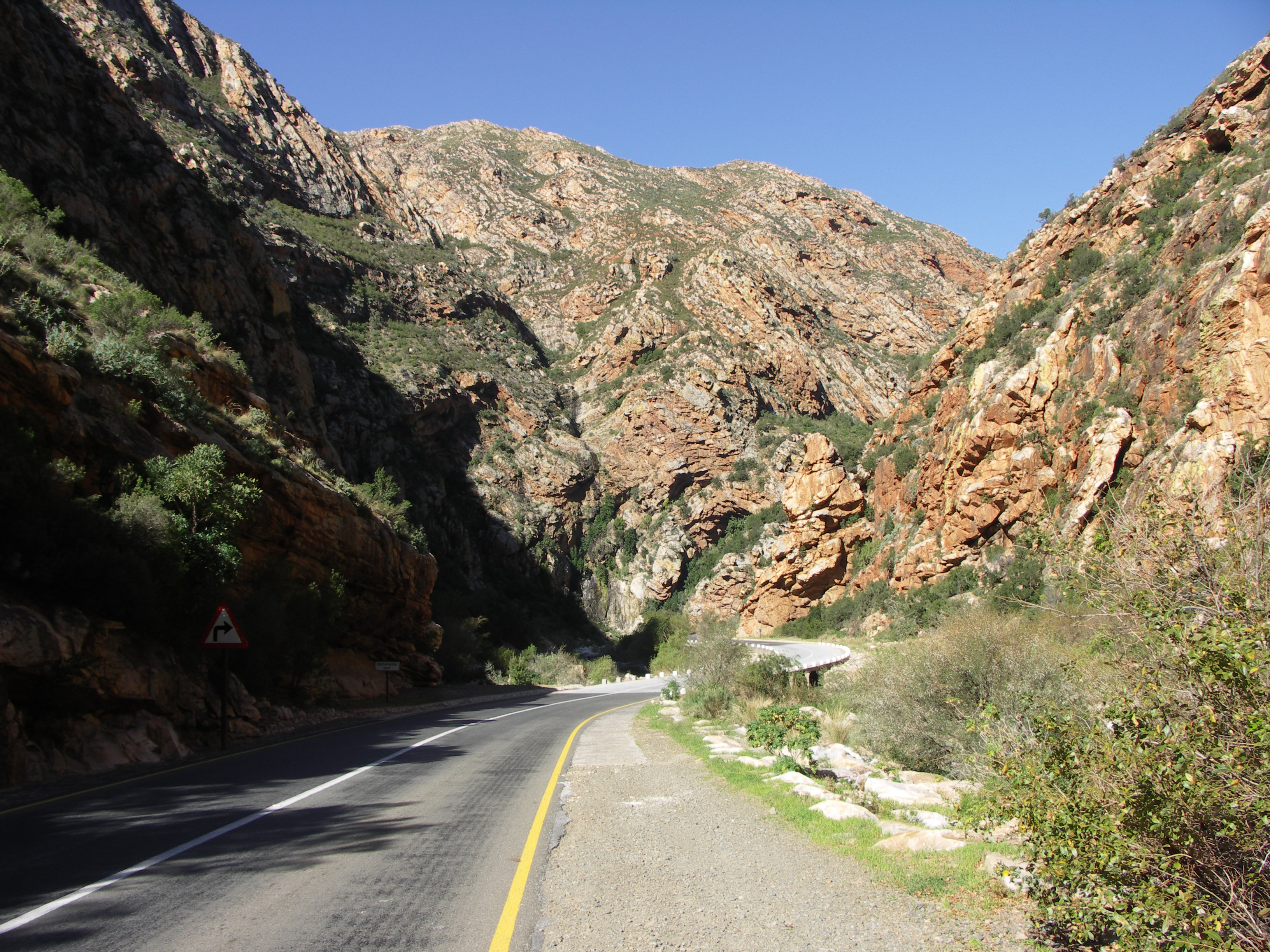
The N12 у горах Свотберг.

## Маршрут
N12 бере свій початок у місті Джордж, Західна Капська провінція і закінчується у місті Вітбанк, провінція Мпумаланга. Дорога протягується приблизно з півдня на північ, однак, як тільки вона проходить місто Кімберлі у Північно-Капській провінції, починає поступово повертати на схід. Проходить через міста: Оудсхурн, Бофорт-Вест, Кімберлі, Воррентон, Крюгерсдорп, Потчефструм та Йоганнесбург.